# 齊遇
齊遇（？—？），字士賓，號泰衢（太衢），直隸安慶府桐城縣人，軍匠籍，明朝政治人物。

## 生平
嘉靖十六年（1537年）丁酉科應天府鄉試第一百十三名舉人。嘉靖三十二年（1553年）中式癸丑科會試第三百七十八名，二甲第二十六名進士。刑部观政，授山西泽州知州，升户部员外郎、郎中，出为广东按察司佥事，四十年七月以倭寇攻陷潮州府城，奪俸二月。

## 家族
曾祖齊相，衛經歷；祖父齊瑩，贈刑科給事中；父齊之龍，布政司都事。母方氏。兄齊仁（散官）、齊傑（知府）、齊儷（散官）、齊述（监生）；弟齊適（散官）、齊逮、齊遵、齊近，俱生员。